# República del Congo en los Juegos Paralímpicos de Río de Janeiro 2016
La República del Congo estuvo representada en los Juegos Paralímpicos de Río de Janeiro 2016 por un deportista masculino. El equipo paralímpico congoleño no obtuvo ninguna medalla en estos Juegos.